# I compari
I compari (McCabe & Mrs. Miller) è un film del 1971 diretto da Robert Altman.

## Trama
Nel 1902 nello Stato di Washington, un giocatore d'azzardo di nome John McCabe arriva misteriosamente nella città di Presbiterian Church, dal nome del suo unico edificio di rilievo, una cappella alta ma per lo più inutilizzata, mentre il resto dell'insediamento urbano è composto principalmente da minatori immigrati nel nuovo continente. McCabe prende rapidamente una posizione dominante sui minatori semplici e letargici della città, grazie alla sua personalità aggressiva e alle voci secondo cui è un pistolero.
McCabe apre una casa di tolleranza, composto da tre prostitute acquistate per $200 da un magnaccia nella vicina città di Bearpaw e operanti in tre tende ai bordi della miniera. La prostituta britannica Constance Miller arriva in città e gli dice che potrebbe gestire la sua casa di tolleranza in modo più redditizio, forte della sua esperienza. I due diventano partner commerciali di successo e aprono uno stabilimento di classe superiore che include uno stabilimento per l'igiene e una relazione romantica si sviluppa tra i due, anche se lei lo fa pagare per i rapporti sessuali che hanno.
Man mano che la città diventa più ricca, Sears e Hollander, una coppia di agenti della società mineraria Harrison Shaughnessy a Bearpaw, arrivano per acquistare le attività di McCabe e le miniere di zinco circostanti. Shaughnessy è noto per aver ucciso le persone che si rifiutano di vendere. McCabe non vuole vendere al loro prezzo iniziale di $5.500, ma si spinge oltre nei negoziati nonostante gli avvertimenti della signora Miller che sta sottovalutando la violenza che ne deriverà se non prendono i soldi.
Tre cacciatori di taglie - Butler, Breed e Kid - vengono inviati dalla compagnia mineraria per uccidere McCabe ma lui si rifiuta di abbandonare la città. Chiaramente spaventato dagli uomini armati quando arrivano in città, McCabe inizialmente cerca di placarli. Butler si confronta con lui rivendicandogli di aver ucciso un suo amico durante una partita a carte. McCabe in seguito cerca di trovare Sears e Hollander per cercare di trovare un accordo, ma dopo aver appreso che hanno lasciato l'area, visita l'avvocato Clement Samuels per cercare di ottenere protezione legale da Harrison Shaughnessy. Sebbene l'avvocato accetti di aiutare McCabe a sradicare il monopolio della compagnia mineraria nell'area, McCabe ritorna in città convinto di dover affrontare i cacciatori di taglie da solo.
Quando uno scontro letale diventa inevitabile, McCabe si arma e si nasconde nella cappella nelle prime ore del mattino, ma viene sfrattato dal pastore armato, che viene poi ucciso da Butler. Una lanterna rotta accende un incendio nella chiesa e gli abitanti si precipitano per estinguerlo. McCabe continua a nascondersi e uccide due degli aspiranti assassini, sparando alla schiena da posizioni nascoste, uno dei quali ferisce McCabe mentre cade. Mentre i cittadini si mobilitano per combattere il fuoco della cappella, McCabe gioca a gatto e topo con l'ultimo pistolero: Butler. Nello scontro finale McCabe viene colpito alla schiena e ferito a morte ma finge di morire sul colpo e uccide con una derringer Butler, quando questi si avvicina per confermare l'identità di McCabe. Mentre i cittadini festeggiano lo spegnimento del fuoco, McCabe muore da solo nella neve mentre la signora Miller giace sedata in una casa d'oppio.

## Produzione
Il film fu girato interamente in Canada, a circa sessanta km dalla città di Vancouver, in un clima particolarmente freddo e innevato e la città in costruzione che si vede nel film fu realmente costruita man mano che procedevano le riprese.
Il regista Robert Altman e l'attore Warren Beatty non andarono particolarmente d'accordo durante le riprese e ci fu più di un attrito tra i due, in parte causato dai diversi metodi di lavoro: Altman amava l'improvvisazione e non girare più di due volte la stessa scena, mentre Beatty era molto più rigoroso: amava ripetere le scene molte volte. Una volta terminate le riprese, i due si lamentarono l'uno dell'altro e non lavorarono mai più assieme.

## Accoglienza
Alla sua uscita il film fu un flop commerciale, ma a distanza di anni è stato riscoperto e riconosciuto come uno dei capolavori del regista Robert Altman, degli anni settanta e della cosiddetta New Hollywood, venendo oggi considerato un "cult movie".

## Riconoscimenti
- 1972 - Premio Oscar
  - candidatura come Miglior attrice protagonista a Julie Christie
- 2010 - National Film Registry
  - scelto per essere conservato neldella Biblioteca del Congresso degli Stati Uniti[1]